# بویت (فلوریدا)
بویت (به انگلیسی: Boyette) یک منطقهٔ مسکونی در ایالات متحده آمریکا است که در شهرستان هیلزبرو، فلوریدا واقع شده‌است. بویت ۱۷٫۸ کیلومتر مربع مساحت و ۵٬۸۹۵ نفر جمعیت دارد و ۲۵ متر بالاتر از سطح دریا قرار دارد.